# Roswell (South Dakota)
Roswell is een plaats (town) in de Amerikaanse staat South Dakota, en valt bestuurlijk gezien onder Miner County.

## Demografie
Bij de volkstelling in 2000 werd het aantal inwoners vastgesteld op 21.
In 2006 is het aantal inwoners door het United States Census Bureau geschat op 19, een daling van 2 (-9,5%).

## Geografie
Volgens het United States Census Bureau beslaat de plaats een oppervlakte van
3,7 km², geheel bestaande uit land. Roswell ligt op ongeveer 443 m boven zeeniveau.

## Plaatsen in de nabije omgeving
De onderstaande figuur toont nabijgelegen plaatsen in een straal van 24 km rond Roswell.